# 意大利社会党
意大利社会党（義大利語：Partito Socialista Italiano），简称社会党（PSI），是意大利的一个已不存在的左翼政党。该党最初奉行社会主义，后来改为奉行社会民主主义。

## 历史

### 早期
1892年8月14日，社会主义活动家菲利波·屠拉蒂在热那亚建立意大利劳动党，由意大利工人党与米兰社会主义联盟合并而成。1893年，改名为意大利工人社会党；同年9月10日，意大利革命社会党并入该党。1895年，改名为“意大利社会党”。该党为左翼势力的中心，势力迅速壮大。贝尼托·墨索里尼曾担任过该党官方报纸《前进！》的主编。

### 法西斯主义的兴起
第一次世界大战时，由于正统的社会主义受到国家工团主义的挑战，使得意大利社会党发生分裂。有些党员认为应该建立一个社团主义的国家。墨索里尼退出该党，后来创立极右翼的法西斯主义。
1917年俄罗斯发生十月革命以后，意大利社会党受到苏俄政府的资助，迅速壮大。1919年的第十六次党大会上，确定无产阶级专政为党的纲领，并加入第三国际。1921年第十七次党大会上，因社会党内部改良主义的崛起，左派势力自社会党中分裂出去，另立意大利共产党。1922年，该党再次分裂，屠拉蒂与贾科莫·马泰奥蒂及其支持者退党，另立联合社会党。
1924年，意大利社会党同其他一些政党一起，被意大利法西斯政权认定为非法政党加以取缔。该党领导人流亡期间，联合社会党重新合并到意大利社会党中来。1930年至1940年，曾是社会主义工人国际的成员。

### 第二次世界大战后
意大利社会党在第二次世界大战以后影响着意大利的左派势力，曾长期与天主教民主党、意大利民主社会党、意大利共和党组建中间偏左的联合政府。1980年代，该党党员贝蒂诺·克拉克西出任意大利总理，成为战后意大利史上任职时间最长的一位总理。然而在1990年代因为渎职事件的影响形象受到沉重打击，而解散。其支持者于同年组建名为“意大利社会主义者”的政党。